# 高橋敬緯子
高橋 敬緯子（たかはし けいこ、1934年6月22日 - ）は、日本のファッションモデル。1955年のミス・ユニバース・ジャパンであり、同年7月にカリフォルニア州のロングビーチで行われたミス・ユニバース1955（第4回世界大会）に出場し、第5位に入賞した。

## 経歴・人物
1955年、20歳のとき東京代表としてミス・ユニバース・ジャパンに応募。優勝し、国を代表して世界大会に出場する権利を得る。この時の体重は54キロ、スリーサイズは85-56-86と報道されている。
写真家・林忠彦は日本代表選考会の様子を撮影、「バヤリース・フオトコンテスト」に組写真「日本代表誕生」を応募、一等入選。その特典として高橋敬緯子とともに渡米、ミス・ユニバースの取材の他全米各地の写真を撮影した。
1955年7月、カリフォルニア州のロングビーチで行われたミス・ユニバース1955（第4回世界大会）に出場し、第5位に入賞した。このときは166センチ、55キロ。86-64-89。
1956年11月28日、馬場祥江らと共に大阪市中央区道頓堀の文楽座でネッカチーフのショーに出演。1956年12月、弘前市でのイベントに招待され、その足で喫茶店「万茶ン」に立ち寄ったと記録に残っている。「店主の祖母の弟にはロサンゼルスで世話になった」と告げたところ、驚かれた。
その後、2年ほどNDKに所属しファッションモデルとして活動した後、1957年5月、第一物産社員・辻暎一郎と結婚した（夫は後に三井物産の社員を経て常務となった）。1959年当時、夫と共に東京都内の公団住宅に住んでいた。1974年時点で14歳の娘があり、家族3人でニューヨークに住んでいた。その後、夫は常務を退き、2015年に86歳で死去。敬緯子は告別式で喪主を務めた。